# Milánó-Linatei repülőtér
A Milánó-Linatei repülőtér (olaszul "Aeroporto di Milano-Linate") (IATA: LIN, ICAO: LIML) az észak-olaszországi Milánó városának nyilvánosan működő nemzetközi repülőtere, amelyet főleg a belföldi és rövidtávú külföldi, valamint diszkont járatok használnak.
A reptérnek egy terminálja és két futópályája van.

## Légitársaságok és úticélok
A következő légitársaságok üzemeltetnek közforgalmi repüléseket a Linatei repülőtérre/repülőtérről:
| Légitársaság          | Célállomások |
| --------------------- | --- |
| Aer Lingus            | Dublin |
| Air Dolomiti          | Frankfurt, München |
| Air France            | Párizs–Charles de Gaulle |
| Air Malta             | Malta |
| AlbaStar              | Szezonális: Palma de Mallorca |
| British Airways       | London–Heathrow |
| Brussels Airlines     | Brussels |
| easyJet               | Amszterdam, Berlin, London–Gatwick, Párizs–Charles de Gaulle, Paris–Orly |
| Iberia                | Madrid |
| ITA Airways           | Alghero, Amszterdam, Bari, Brindisi, Brüsszel, Cagliari, Catania, Düsseldorf, Frankfurt, Lamezia Terme, London–City, London–Heathrow, Naples, Olbia, Palermo, Párizs–Charles de Gaulle, Paris–Orly, Pescara, Reggio Calabria, Róma–Fiumicino, Stuttgart Szezonális: Corfu, Hamburg, Heraklion, Lampedusa, Menorca, Pantelleria, Rhodes Szezonális charter: Rostock |
| KLM                   | Amszterdam |
| Lufthansa             | Frankfurt |
| Scandinavian Airlines | Stockholm–Arlanda |
| Silver Air            | Szezonális: Elba |
| Volotea               | Alghero, Cagliari, Olbia Szezonális: Lampedusa, Pantelleria |
| Wizz Air              | Bari (ends 15 February 2023), Naples |

## Forgalom
Az utasforgalom az elmúlt években az alábbi módon változott:
| Utasok száma | 10 060 586 | 14 291 578 | 6 026 342 | 8 947 525 | 9 926 530 | 8 359 065 | 9 034 373 | 9 548 363 | 2 274 202 | 9 426 784 |
|              | 1994       | 1997       | 2000      | 2004      | 2007      | 2010      | 2013      | 2017      | 2020      | 2023      |